# حيد المشيام (مكيراس)

تعديل مصدري - تعديل

حيد المشيام هي إحدى قرى عزلة مكيراس بمديرية مكيراس التابعة لمحافظة البيضاء، بلغ تعداد سكانها 29 نسمة حسب تعداد اليمن لعام 2004.